# هارون دير
هارون دير (بالإنجليزية: Aaron Deer)‏ هو مغن مؤلف ومغني أمريكي، ولد في 1 نوفمبر 1980 في إنديانابوليس في الولايات المتحدة.

## وصلات خارجية
- الموقع الرسمي